# Pentamerismus arbutusae
Pentamerismus arbutusae är en spindeldjursart som beskrevs av Baker och James P. Tuttle 1987. Pentamerismus arbutusae ingår i släktet Pentamerismus och familjen Tenuipalpidae. Inga underarter finns listade i Catalogue of Life.